# Oorlogsouders
Oorlogsouders, met de oorspronkelijke ondertitel Een familiekroniek over goed en fout in twee adellijke families, is een boek van de Nederlandse Isabel van Boetzelaer onder eindredactie van Aad Wagenaar. Het verscheen in eerste druk in 2017.
Het boek gaat over de ouders van de schrijfster Van Boetzelaer. Het werd aanvankelijk lovend ontvangen, maar kreeg vervolgens ook veel kritiek. Na de eerste twee ongewijzigde herdrukken herzag de schrijfster pagina's van het boek die over haar grootvader Hilmar von der Recke gingen; de rest bleef zo goed als ongewijzigd. Deze 4e druk verscheen in 2018 en had als titel: Oorlogsouders. Een kroniek over twee adellijke families tijdens de Tweede Wereldoorlog.

## Over de auteur en haar familie

### Familie Van Boetzelaer

#### Isabel van Boetzelaer (auteur van het boek)
Isabel barones van Boetzelaer (Oosterbeek, 1961) behoort tot het adellijke geslacht Van Boetzelaer. Ze is een dochter van Chr. W. J. (Willem) baron van Boetzelaer en Ingrid barones von der Recke. Zij groeide op op het landgoed Boschveld, in Oosterbeek bij Arnhem, waar haar ouders een camping exploiteerden. Zij werd tweetalig opgevoed in Nederlands en Duits. Van Boetzelaer deed een balletopleiding in Amsterdam en danste vier jaar, van 1982 tot 1986, bij Het Nationale Ballet. Zij trad onder andere op in de balletten Petroesjka, Want wij weten niet wat wij doen (een ballet van Rudi van Dantzig), Midzomernachtsdroom en Masse van Giacomo Manzoni. Daarna studeerde zij Duits tot haar propedeuse. Ze behaalde in 1990 een master communicatiewetenschap aan de Universiteit van Amsterdam. Vervolgens werkte zij vele jaren in de reisbranche en werd in 2013 met een HBO-diploma van Hogeschool Inholland docent Duits aan het Fons Vitae Lyceum in Amsterdam. In 2014 begon zij een eigen bureau voor taaltrainingen. Ook werkte zij een jaar bij hogeschool TIO.

#### Willem van Boetzelaer (vader van de auteur)
De vader van Isabel van Boetzelaer, Christiaan Willem Jacob, geboren op 18 maart 1920, was in de Tweede Wereldoorlog al vanaf mei 1940 lid van de Waffen-SS. Hij was toen getrouwd met de dochter van Harmen Westra, van 1942 tot 1945 NSB-burgemeester van Den Haag.
Van Boetzelaer nam deel aan de veldtocht in Rusland, Operatie Barbarossa en ontving op 3 december 1941 het IJzeren Kruis 1939, 2e Klasse.
Later werkte hij in het door de nazi's bezette Nederland bij de Sicherheitspolizei in Den Haag. Onder meer was hij lid van het Kommando Frank, samen met J. H. Chr. (Johannes) Krom, C. van Baarle en H. Zinkhaan. Kommando Frank werkte vooral voor SD-Kommissar Frank. Na een opleiding bij de rechercheschool werd hij in september 1944 aangesteld als inspecteur van de staatsrecherche. Hij werkte mee aan het opsporen en arresteren van Joodse onderduikers en ondergedoken verzetsmensen.
Na de oorlog werd Willem van Boetzelaer door het Bijzondere Gerechtshof berecht. Van Boetzelaer werd ten laste gelegd dat hij in 1941 en 1942 aan het oostfront had gestreden en dat hij in 1943 en 1944 als SS-Unterscharführer een illegale werker had gearresteerd en bovendien jacht had gemaakt op andere illegale werkers. Na een eis tot de doodstraf werd hij in eerste instantie veroordeeld tot levenslang. In cassatie werd deze veroordeling gewijzigd in 20 jaar gevangenisstraf. In 1957 kwam hij na 12 jaar door gratie weer vrij. Zijn eerste vrouw was tijdens zijn gevangenschap van hem gescheiden. Willem van Boetzelaer trouwde in 1958 in Darmstadt met Ingrid von der Recke.

#### Overige familie
Zowel de vader als de moeder van Van Boetzelaer hadden bij hun huwelijk al een zoon uit een eerder huwelijk. Hierdoor is Isabel van Boetzelaer een halfzus van Olaf van Boetzelaer (1943-2018).

### Familie Von der Recke
Over het geslacht Von der Recke verscheen in 2015 het boek Vom Burgherrn zum Bürger met de genealogie van het adellijk geslacht. Isabel van Boetzelaer had voor dit boek gegevens en foto's ter beschikking gesteld.

#### Ingrid von der Recke (moeder van de auteur)
Ingrid (Ingrid Mechthild Hilda Alix Josephine Gabriele) von der Recke (Darmstadt, 1 maart 1927) stamt uit een van origine Koerlandse adellijke familie. Na een eerder huwelijk trouwde zij in 1958 met Willem van Boetzelaer. De moeder van Ingrid von der Recke was Luise Mechthild Gertrud Karoline von Alvensleben, haar vader Hilmar Ernst Matthias Frhr. von der Recke.

#### Luise von Alvensleben (grootmoeder van de auteur)
Luise von Alvensleben (Ulm an der Donau, 1897- Düsseldorf 1 april 1994) was lid van een nazistische vrouwenorganisatie, waarschijnlijk was zij leidster van de Bund Deutscher Mädel.

#### Hilmar von der Recke (grootvader van de auteur)
Hilmar Ernst Matthias Frhr. von der Recke (Jamaica, 16 september 1885 - Darmstadt, 30 april 1972) was een Duitse nazi die zich in 1933 registreerde als lid van de NSDAP. Tijdens de Tweede Wereldoorlog was hij commandant van een berucht Duits krijgsgevangenenkamp, Stalag XII-A. Na de oorlog werd hij verschillende malen verhoord omdat er gevangenen van dat kamp gedeporteerd waren naar concentratiekamp Mauthausen en daar werden vermoord. Tijdens zijn bewind stierven vele Russische krijgsgevangen, die slechter werden behandeld dan bijvoorbeeld Engelsen, aan honger, ziekten of uitputting door dwangarbeid.

#### Overige familie
Luise von Alvensleben had een broer die in het boek voorkomt, Ludolf-Hermann Emmanuel Georg Kurt Werner von Alvensleben (Halle, 17 maart 1901 - Santa Rosa de Calamuchita, Argentinië, 1 april 1970)

## Totstandkoming van het boek
Het verscheen in 2017 als eerste editie onder de titel Oorlogsouders. Een familiekroniek over goed en fout in twee adellijke families. Voor het schrijven van het boek ondervroeg de schrijfster vanaf december 2010 haar ouders, die toen in Baden-Baden woonden, over hun leven. Haar vader was toen 90 jaar, haar moeder 83. Zij las naar eigen zeggen vooral veel brieven, onder andere van haar vader aan het front en brieven die haar grootmoeder schreef toen haar vader na de oorlog in Nederland gevangen zat. Omdat de eerste editie van het boek onjuistheden bevatte, schreef Van Boetzelaer een herziene versie die in 2018 verscheen.

## Inhoud van het boek (eerste editie)
Het boek gaat over de ouders en andere familieleden van Isabel van Boetzelaer. De "goeden" volgens de ondertitel van de eerste editie zijn de Duitse familie Von der Recke, de "fouten" de Nederlandse Van Boetzelaers.
Het boek beschrijft dat Willem, baron van Boetzelaer eind jaren 30 pro-Duitse denkbeelden krijgt. Aan het begin van de Tweede Wereldoorlog gaat hij in dienst bij de Waffen-SS en vecht tegen de Russen. Na zijn terugkeer in Nederland gaat hij werken bij de politie van Den Haag, die onder leiding van de nazi's staat. Na de oorlog wordt hij berecht.
De moeder van de schrijfster, Ingrid, barones von der Recke, groeit op in een rijk Pruisisch gezin. Aan het eind van de oorlog vlucht Ingrid en komt eerst in Amerikaanse en daarna in Russische gevangenschap. Tijdens de Russische (communistische) bezetting van Oost-Duitsland worden de familie Von der Recke alle bezittingen ontnomen, zoals het stamslot. Als Ingrid en Willem elkaar na zijn vrijlating in 1957 ontmoeten proberen ze een nieuw leven op te bouwen. Ze zijn omringd door een hun vijandige wereld. Hun dochter, de schrijfster van het boek, merkt dat zij ook pijn lijdt door de littekens van haar ouders en gaat op zoek naar de motieven die haar vader had om aan de verkeerde kant te staan.
In de eerste editie wordt ook verteld over de grootvader van Van Boetzelaer, Hilmar von der Recke, die volgens Isabel van Boetzelaer via een truc geweigerd zou hebben de Hitlergroet te geven. Ook zou hij verzetsheld zijn geweest. Hij zou contact hebben gehad met Carl Wentzel, een van de door de nazi's geëxecuteerde deelnemers aan het complot voor de aanslag op Hitler in 1944. Daarvoor zou hij zelfs gevangen hebben gezeten in Plötzensee-gevangenis. Dit verhaal bleek geheel onjuist te zijn.

### Ontvangst in 2017
Op de achterzijde van de eerste druk van het boek sprak journalist Alexander Münninghoff, eveneens kind van een vader die vocht voor de Waffen-SS, zijn lof uit over het boek. Ook journalist en schrijver Ad van Liempt was in eerste instantie lovend. Hij kreeg in het Goethe-Institut in Amsterdam het eerste exemplaar aangeboden.
Ook Dolph Boddaert, advocaat en publicist uit het geslacht Boddaert, was lovend over het boek, dat bij hem ontroering opwekte. Hij beschrijft hoe Willem van Boetzelaar in het boek een vriendin kreeg uit een NSB-familie en hoe dat leidde tot verkeerde keuzes, zoals dienstnemen bij de Waffen-SS, gaan werken in een kantoorbaan bij de Sicherheitsdienst en vervolgens als rechercheur bij de Sicherheitspolizei. In die hoedanigheid was Van Boetzelaer betrokken bij arrestaties van criminelen (lees: ondergedoken Joden en verzetsstrijders). Volgens Boddaert gebeurde dit alles conform de politieregels die golden tijdens de bezetting.
Isabel van Boetzelaer heeft bij het schrijven van het boek volgens eigen zeggen niet alle verhalen van haar ouders gecontroleerd, wat de reden zou zijn geweest dat ze de vader van haar moeder ten onrechte als een verzetsheld weergaf.
Maarten van Voorst tot Voorst, van beroep bedrijfsadviseur en lid van de familie Van Voorst tot Voorst, ging de verhalen in het boek wél controleren. Hij ontdekte dat Hilmar von der Recke geen verzetsheld was en niet gevangen had gezeten. Carl Wentzel is juist door de oom van Isabel van Boetzelaer, Ludolf von Alvensleben, verklikt. Bovendien was de grootvader van Van Boetzelaer een actieve nazi. Hij werd geregistreerd als lid van de NSDAP in 1933 met nr. 2462410. Hij werd tijdens de oorlog commandant van Stalag XII-A, een Duits krijgsgevangenenkamp bij Limburg an der Lahn. In dat kamp werden vooral Russische krijgsgevangen zeer slecht behandeld. In een andere publicatie legde Van Voorst een verband tussen het boek Oorlogsouders en de studie Vom König zum Führer: Deutscher Adel und Nationalsozialismus van Stephan Malinowski, waarin deze auteur laat zien hoe een deel van de Duitse adel zichzelf van blaam zuivert voor verwerpelijk gedrag tijdens de Tweede Wereldoorlog door middel van "verdraaiingen, halve waarheden en relativeringen". Volgens Maarten van Voorst past Oorlogsouders in dezelfde categorie "apologetische verhaalcultuur". Van Voorst stelt ook vragen bij de beeldvorming in Oorlogsouders van de vader van Van Boetzelaer, die wordt beschreven als een "apolitieke pion die slechts door zijn jeugdige drang naar avontuur betrokken raakte bij de SS". Van Voorst vindt dit ongeloofwaardig omdat Willem van Boetzelaer zich al direct na de Nederlandse capitulatie als vrijwilliger bij de SS aanmeldde.
In reactie op een artikel van Kim Bos en Bas Blokker schrijft Isabel van Boetzelaer in een op 2 september 2017 in NRC Handelsblad gepubliceerde brief dat haar moeder een "antinazi-opvoeding" zou hebben gehad.

## Herziene editie (2018)
Van Boetzelaar kondigde aan in een volgende druk van haar boek de fouten recht te zetten. Een herziene druk verscheen in mei 2018, maar kon de verdenking van geschiedvervalsing niet wegnemen. De rol van de grootvader Von der Recke is herschreven, maar naar haar vader heeft Van Boetzelaer geen nieuw onderzoek gedaan. Waar de eerste druk nog als ondertitel had: Een familiekroniek over goed en fout in twee adellijke families, is die in de herziene versie veranderd in: Een kroniek over twee adellijke families tijdens de Tweede Wereldoorlog. Die herziene editie is nog steeds grotendeels gebaseerd op de herinneringen van haar moeder Von der Recke, wier moeder door Maarten van Voorst tot Voorst wordt betiteld als een "overtuigde nationaalsocialiste", conform het over haar familie in 2015 verschenen boek.

### Ontvangst in 2018
Alexander Münninghoff was nog steeds lovend over het boek; zijn woorden stonden in de nieuwe editie zelfs op de voorzijde. Van Liempt kwam terug op zijn eerdere lof voor het boek. Hij noemde dat een dieptepunt in zijn carrière[4] en heeft naar eigen zeggen zijn excuses aangeboden aan directbetrokkenen. Hij heeft niet meegewerkt aan de herziene versie.[5]
Hans Fels (geboren 1948) en zijn zuster Chaja Polak (geboren 1941) noemden de herziene editie "een gevaarlijk boek" en merkten op: "Willem baron van Boetzelaer was een échte nazi". De ouders van Polak, Hans Polak en Annetje Kupferschmidt, werden in 1944 op hun onderduikadres gearresteerd door verschillende agenten en vervolgens gedeporteerd. Een van deze agenten, Johannes Krom, werd enkele maanden later de naaste medewerker van Willem Van Boetzelaer bij de Sicherheitspolizei. Van Boetzelaer duidde hun relatie zelfs aan als vriendschap.
In haar boek De man die geen hekel had aan Joden beschrijft Chaja Polak hoe zij heeft geprobeerd om feitelijke onjuistheden in het boek Oorlogsouders recht te zetten. Zij schreef brieven, probeerde een lezing van Van Boetzelaer in Westerbork te voorkomen en wist inzage te krijgen in het dossier van  Willem van Boetzelaer in het Centraal Archief Bijzondere Rechtspraak (CABR). Op grond van dossier 78899 en 76533 constateert ze dat Isabel van Boetzelaer zich vergoelijkend heeft uitgelaten over haar vader. Zo staat er in Oorlogsouders: "Mijn vader had in het geheel geen hekel aan Joden". In een van de dossiers bij het CABR staat juist dat Van Boetzelaer zeer verheugd was dat hij een ondergedoken Joodse familie had ontdekt. Hij zou gezegd hebben: "Een Jood, een Jodin en nog een Jodin, dat hadden jullie niet gedacht, dat we jullie nog zouden krijgen." Ook meent Polak net als Hans Fels dat Isabel van Boetzelaer in haar boek selectief te werk is gegaan: "Zij citeert vaak tot de komma. En alles wat daar achter staat, laat ze weg", en ze betitelen de herziene editie van Oorlogsouders dan ook als "manipulatief".
Fels en Polak vinden het boek getuigen van wat Evelien Gans aanduidde met nivellering: "het vervagen van de grenzen tussen daders slachtoffers, omstanders, medeplichtigen." Daardoor wordt "Iedereen .... een beetje slachtoffer in de oorlog, iedereen beetje schuldig." Polak geeft in haar boek een flink aantal voorbeelden van het verdoezelende taalgebruik, zoals:
- "Joodse tandartsen waren op mysterieuze wijze verdwenen [...]". De tandartsen waren gedeporteerd.
- Over Operatie Barbarossa waar Van Boetzelaer aan had deelgenomen: "Onderweg sliepen de soldaten met zes tot acht man in Russische huizen waar ze warm werden onthaald." De Duitsers vielen als leger het communistische Rusland binnen.

Polak benadrukte dat in Oorlogsouders het lijden van de Duitsers onder de Russen wordt beschreven na de Tweede Wereldoorlog, en het lijden van Willem van Boetzelaer na de bevrijding, maar dat er geen enkel hoofdstuk is gewijd aan het lijden van Joden, verzetsstrijders, Sinti en Roma. Maarten van Voorst constateert dat ook in de herziene editie van het boek selectief wordt omgegaan met de feiten. In plaats van de feiten zelf te controleren verschuilt de auteur zich achter haar moeder, door erbij te zetten "volgens Ingrid". Zo vertelt Ingrid in het boek dat haar moeder samen met Hilmar een Joodse arts uit Wiesbaden gesteund zou hebben. Deze arts pleegde in 1943 zelfmoord en er is geen bewijs voor hulp door de Von der Reckes. Van Voorst tot Voorst meent dat het voor de lezer van het boek "niet meer na te gaan is wat feit is en wat fictie."